# Тарнув-Єзерни
Тарнув-Єзерни (пол. Tarnów Jezierny) — село в Польщі, у гміні Слава Всховського повіту Любуського воєводства.
Населення — 145 осіб (2011).
У 1975-1998 роках село належало до Зеленогурського воєводства.

## Демографія
Демографічна структура станом на 31 березня 2011 року:
|          | Загалом | Допрацездатний вік | Працездатний вік | Постпрацездатний вік |
| -------- | ------- | ------------------ | ---------------- | -------------------- |
| Чоловіки | 73      | 19                 | 51               | 3                    |
| Жінки    | 72      | 14                 | 43               | 15                   |
| Разом    | 145     | 33                 | 94               | 18                   |